# Gornje Karačevo
Gornje Karačevo (cyr. serb. Горње Карачево, alb. Karaçevë e Epërme) – wieś w Kosowie, znajduje się w gminie Kosovska Kamenica (region Gnjilane). W 2011 roku miejscowość była zamieszkiwana przez 1413 osoby, z czego 1407 stanowili Albańczycy.